# 乔治娅·普利默
乔治娅·普利默（英語：Georgia Plimmer，2004年2月8日—），生于惠灵顿，新西兰女子板球运动员。她曾代表新西兰国家队参加2022年英联邦运动会板球比赛，获得一枚铜牌。